# Malung Township, Roseau County, Minnesota
Malung Township är en ort i Roseau County, Minnesota, USA. Platsen namngavs efter Malung i Sverige. År 2000 var invånarna 427 till antalet.